# Eine Liebe in Deutschland
Eine Liebe in Deutschland, é um filme de alemão de 1983 dirigido por Andrzej Wajda.
O filme faz parte da lista dos 1000 melhores filmes de todos os tempos do The New York Times.

## Ligações Externas
Eine Liebe in Deutschland. no IMDb. 